# Adriaan Boer

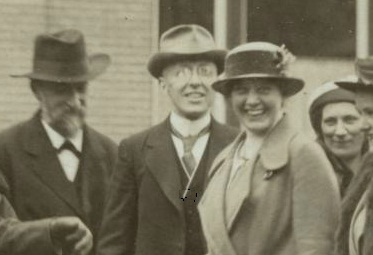
Adriaan Boer (uprostřed s brýlemi) mezi amatérskými fotografy

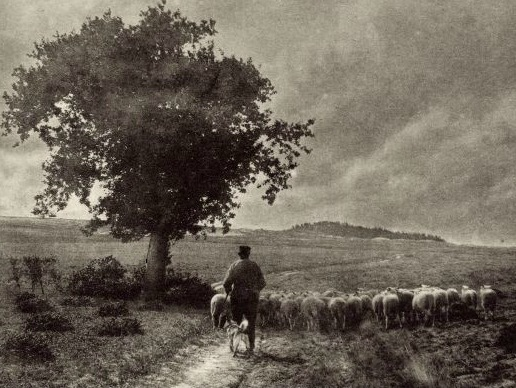
Pastýř s ovcemi

Adriaan Boer (11. března 1875 Rotterdam – 24. dubna 1940 Bloemendaal) byl nizozemský fotograf. Je přiřazován k autorům piktorialistického směru a byl také známý jako přední portrétista. Je považován za hlavního propagátora amatérské fotografie v Nizozemsku na počátku dvacátého století.

## Život a dílo
V roce 1893 se naučil fotografovat díky americkému korespondenčnímu kurzu. Dále se kvalifikoval v Berlíně a Londýně, kde se setkal s řadou významných fotografů.
Svou kariéru začal především jako portrétní fotograf. V roce 1893 si otevřel fotoateliér v Nijkerk a v roce 1897 se přestěhoval do Baarn. Velmi rychle získával důležité zakázky, včetně dvorní fotografie pro nizozemskou královskou rodinu. Postupně od portrétní fotografie přecházel na uměleckou fotografii ve stylu piktorialismu. Fotografoval krajinu, rolnické scény, interiéry, zátiší a umělecké portréty. Dával přednost bromolejotiskům, uhlotisku a gumotisku. V roce 1909 získal zlatou medaili na salonu fotografie v Drážďanech.
V roce 1912 byl spoluzakladatelem nizozemského fotografického klubu Nederlandse Club voor Foto Kunst (NCvFK). V roce 1914 založil nakladatelství Focus a časopis se stejným názvem, který byl zaměřený na amatérskou fotografii. V roce 1919 začal vydávat časopis Bedrijfsfotografie, který byl více zaměřeny na fotografii profesionální. Spolupracoval také při zrození fotografického časopisu De Camera. Je tak považován za hlavního propagátora amatérské fotografie v Nizozemsku na počátku dvacátého století.
Zemřel v roce 1940 v Bloemendaalu ve věku 65 let.

## Galerie

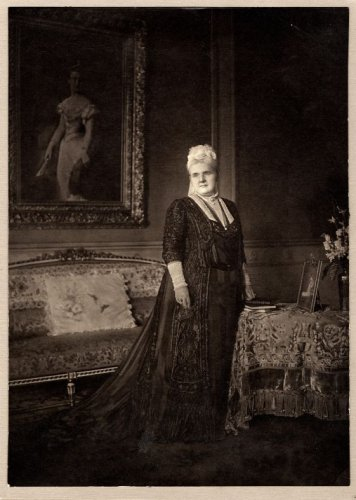
Emma Waldecko-Pyrmontská, oficiální portrét nizozemské královny
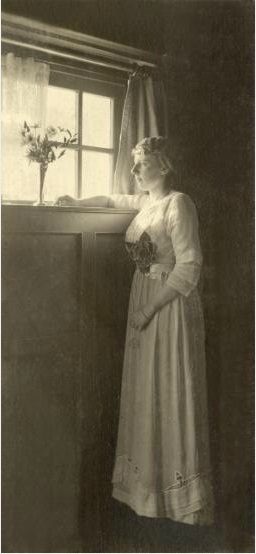
Pohled z okna
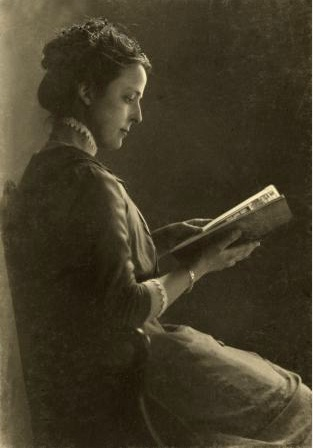
Čtoucí žena
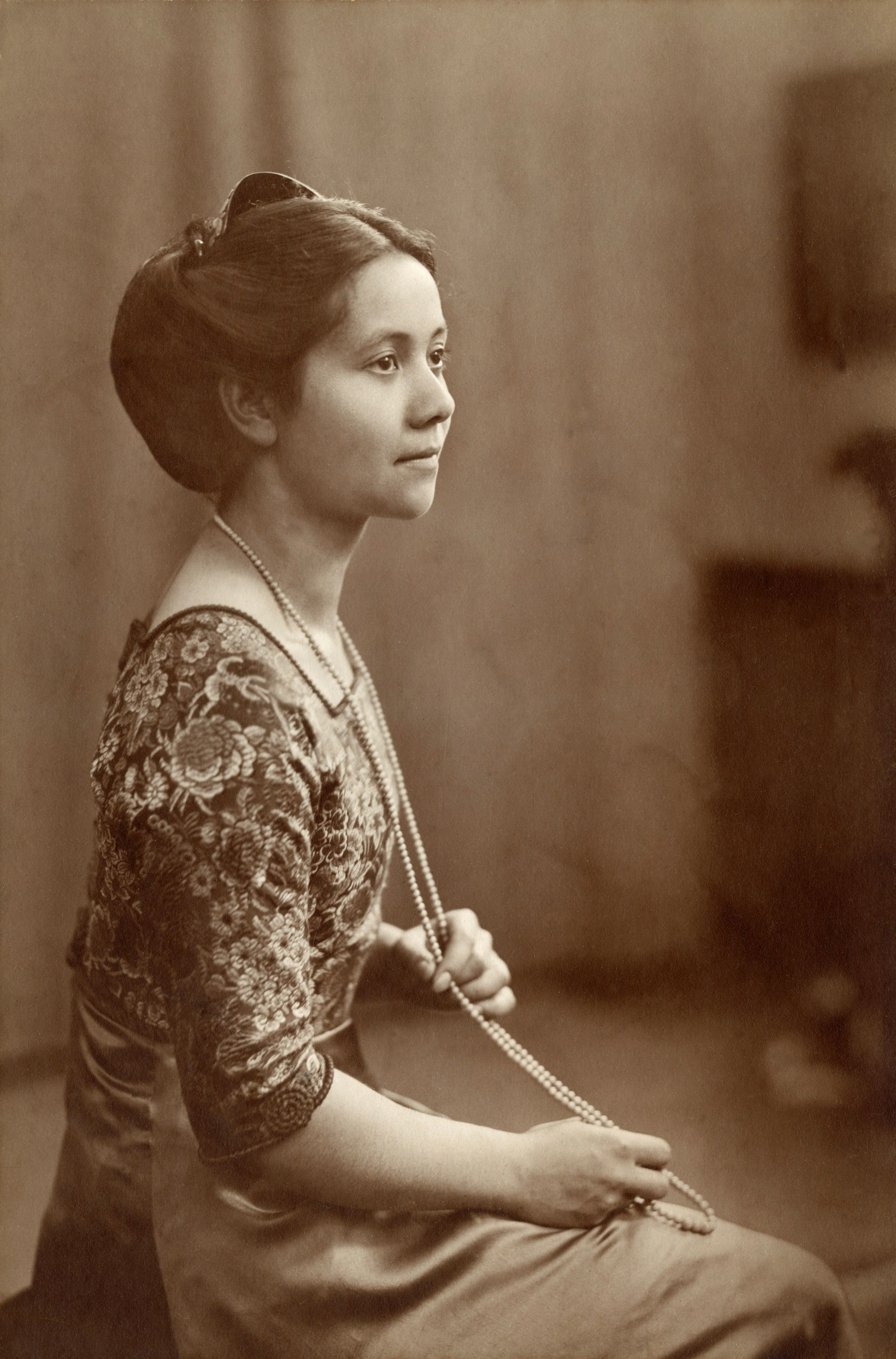
Portrét dívky
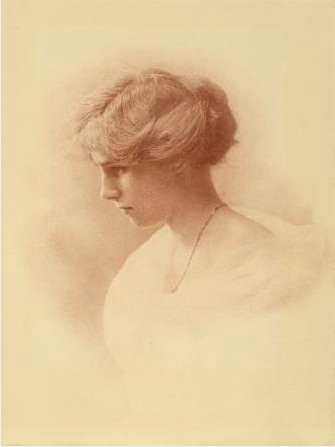
Portrét
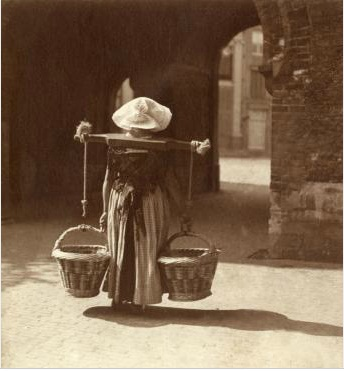
Žena v kroji
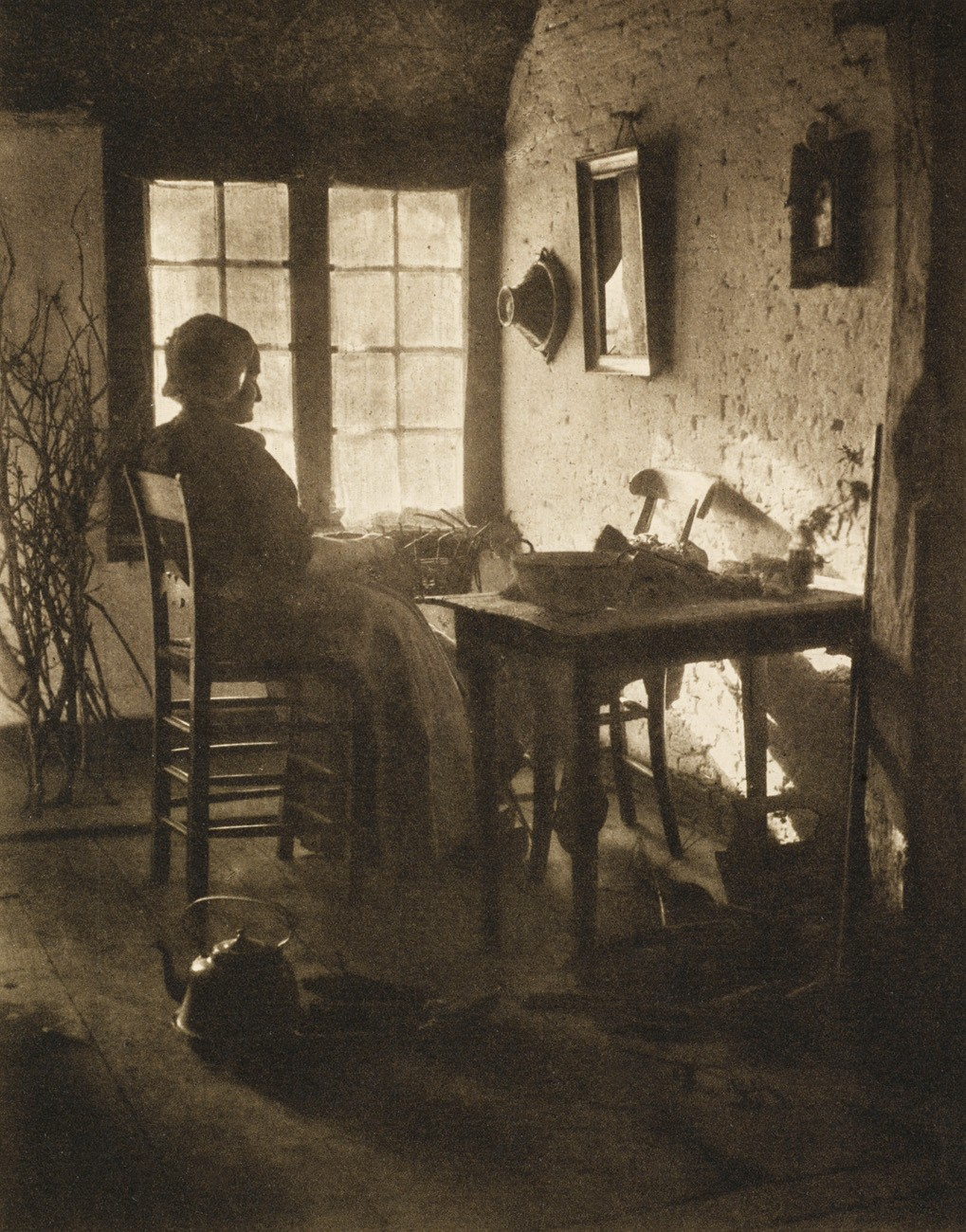
Žena u okna, 1910
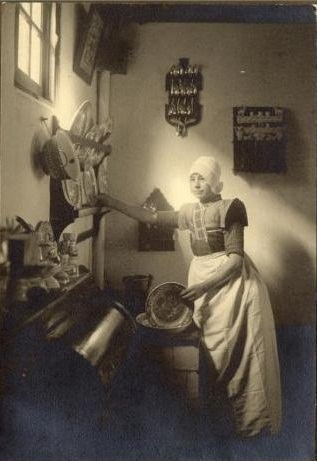
Selská dívka
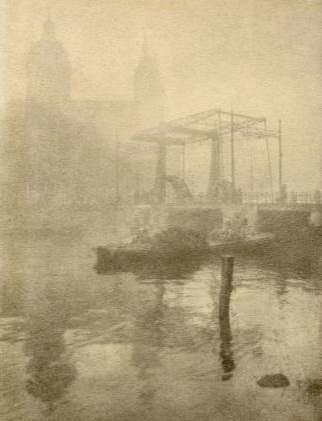
Most v mlze
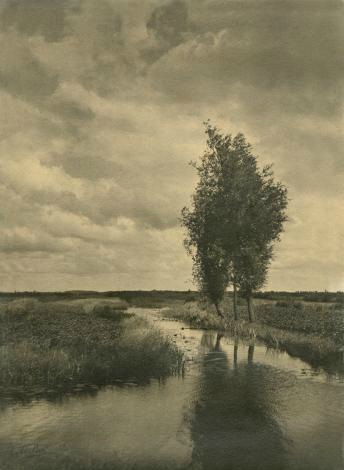
Krajina
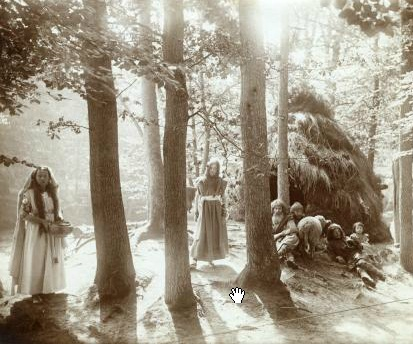
Rolnická dívka
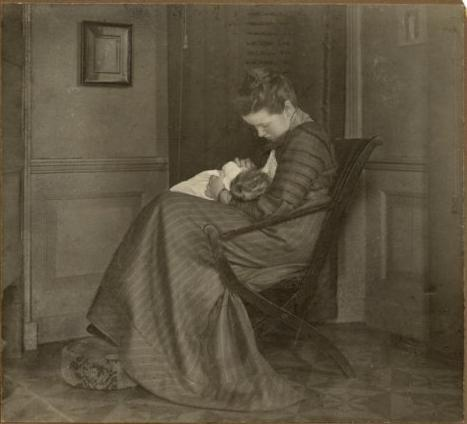
Matka s dítětem
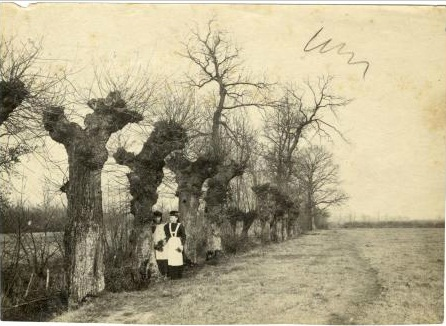
Cesta s vrbou
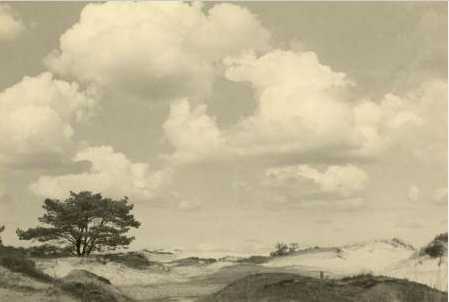
Duny